# Iglesia del pacto de la lluvia temprana
La Iglesia del pacto de la lluvia temprana es una «iglesia clandestina» dentro de la tradición presbiteriana reformada con sede en Chengdu, capital de la provincia de Sichuan ubicada en el sudoeste de China. La congregación fue iniciada como Compañerismo bendito de la lluvia temprana en abril de 2005 por el pastor Wang Yi y su esposa Jiang Rong, en su propia casa en Chengdu, que se estableció formalmente como una iglesia clandestina en abril de 2008. Se la conocía como Iglesia bendita de la lluvia temprana, Iglesia reformada de la lluvia temprana e Iglesia presbiteriana reformada de la lluvia temprana antes de adoptar su nombre actual.

## Nombre
Según una carta pastoral del anciano Li Yingqiang, el nombre de la iglesia proviene del Salmo 84:6: «Pasando por el valle de Baca lo convierten en manantial, también las lluvias tempranas lo cubren de bendiciones.»

## Antecedentes históricos
Los primeros misioneros protestantes que llegaron a Sichuan fueron Griffith John de la Sociedad Misionera de Londres y Alexander Wylie de la Sociedad Bíblica Británica y Extranjera, cuando los dos, en 1868, visitaron muchas de las ciudades y mercados más importantes, incluida la capital, Chengdu. Sin embargo, este viaje fue un «viaje de prospección» sin establecer estaciones misioneras. La primera obra misionera establecida no se había iniciado hasta 1877.
Entre las veinte sociedades misioneras que trabajaban en esta provincia antes de 1950, la Sociedad Misionera de Londres era la única de origen reformado. Griffith John, miembro de la Iglesia congregacional, regresó en 1888 para emprender un trabajo permanente en Sichuan. Thomas Torrance, un ministro de la Iglesia presbiteriana escocesa que sirvió bajo la Sociedad Bíblica Estadounidense, fue misionero en Chengdu de 1910 a 1934.

## Historia
En 2005, tres años antes del establecimiento de lo que se convertiría en la Iglesia bendita de la lluvia temprana, se recibió un grupo de estudio de la Biblia en la casa de Wang Yi en Chengdu. Este pequeño grupo, posteriormente conocido como Compañerismo bendito de la lluvia temprana, se ha convertido en una iglesia clandestina y se estableció formalmente como Iglesia bendita de la lluvia temprana el 25 de mayo de 2008, apenas trece días después del terremoto de Sichuan de 2008.
A finales de mayo de 2008, el Compañerismo invitó a Peng Qiang, pastor de la Iglesia reformada de Enfu de Chengdu, a ordenar a Wang Yi, Zhou Maojian y Chen Zhongdong como ancianos. En julio, se alquiló un espacio de oficinas a la iglesia como su primer santuario público. A esto siguió la distribución de boletines dominicales autoimpresos. Según Meng, un[a] exmiembro de la Iglesia patriótica de las tres autonomías, que se unió a la Iglesia de la lluvia temprana en diciembre de 2008, «eran un grupo muy diferente de una iglesia de las tres autonomías», rezaron por las víctimas del 4 de junio y se arrepintieron en nombre del país.
El 14 de julio de 2009, la oficina del subdistrito en la calle de Wenmiao Occidental prohibió a 63 miembros de la iglesia entrar al piso alquilado. Una segunda obstrucción de su adoración ocurrió el domingo siguiente, el servicio tuvo que trasladarse a la sala de conferencias de un hotel cercano, donde cincuenta miembros votaron para elegir a Chen, Wang y Zhou como su primera junta de tres ancianos y varios diáconos. En septiembre de 2009, con la ayuda de algunos miembros ingeniosos, la iglesia compró un espacio comercial en la planta 19 del edificio de Jiangxin, en el distrito de Qingyang. El mismo año, Wang Huasheng se unió a la iglesia como uno de sus ministros de tiempo completo. En mayo de 2010, la iglesia tenía 190 asistentes; el número de miembros aumentó a más de 250 a finales de julio.
A medida que la congregación creció, varias otras iglesias clandestinas en Chengdu se unieron a la lluvia temprana con el tiempo para formar el Presbiterio de las iglesias reformadas de China Occidental. Esto ha dado lugar a otras ampliaciones institucionales, como un jardín de infancia, una escuela diurna, un seminario (Seminario Teológico del Pacto de China Occidental) y una universidad de artes liberales para la educación clásica cristiana (Universidad del Pacto de China Occidental). En diciembre de 2018, la membresía superaba los 500. Un informe de ABC News del 15 de diciembre de 2018 declaró que la iglesia original tenía entre 600 y 700 miembros, y aproximadamente 200 asistían a sus iglesias filiales. Estos números no incluían a los catecúmenos.

## Creencia
Durante una entrevista con Wang Yi realizada por Yu Jie en 2011, el entrevistado afirmó que la Iglesia del pacto de la lluvia temprana reconoce los cuatro credos ecuménicos: credo de los apóstoles, credo niceno-constantinopolitano, credo calcedoniano y credo atanasiano, y se adhiere la confesión belga y la confesión de fe de Westminster.

## Persecución
La Iglesia del pacto de la lluvia temprana ha sido sometida a repetidas persecuciones, que culminaron en diciembre de 2018 con una represión masiva por parte de la policía de Chengdu. 100 miembros de la iglesia, entre ellos el pastor Wang Yi y su esposa, Jiang Rong, fueron detenidos. La iglesia ha sido prohibida y sus propiedades confiscadas por el gobierno. En diciembre de 2019, Wang Yi, quien cuestionó la sinización del evangelio por parte del gobierno en sus 95 tesis, fue condenado a nueve años de prisión por «incitar a la subversión del poder estatal» y «actividades comerciales ilegales».
El 14 de agosto de 2022, la policía de Chengdu allanó una reunión dominical de 50 miembros dentro de una casa de té en el distrito de Wuhou y detuvo al líder. Fueron acusados de celebrar una «reunión ilegal» de una «organización prohibida».

## Miembros destacados
Además de Wang Yi, otros miembros destacados de la Iglesia del pacto de la lluvia temprana incluyen:
- Anciano Li Yingqiang, uno de los fundadores de la Biblioteca Rural Liren (ONG),[17] que fue detenido el 19 de diciembre de 2023 durante ocho horas por la policía de Deyang.[18]
- Predicador Dai Zhichao, que ha sido repetidamente monitoreado y hostigado.[19] Fue encarcelado tras una redada policial en la reunión dominical el 22 de agosto de 2021.[20]
- Ran Yunfei, escritor y destacado activista por la democracia de Chongqing, que fue bautizado por el pastor Wang Yi.[21] Fue acusado de «incitar a la subversión del poder estatal» en 2011 y estuvo encarcelado durante seis meses.[22]
- Fu Hailu, un trabajador itinerante del condado de Xuanhan (Sichuan nororiental), que fue detenido acusado de «incitar a la subversión del poder estatal» en 2016, por vender licor con referencias en la etiqueta a las protestas y masacre de la plaza de Tiananmén de 1989 (conocido como «caso de botellas de licor del 4 de junio»).[23] Fue condenado a tres años de prisión.[24] Su esposa y su hijo también son miembros de la iglesia.[25]
- Ren Ruiting, quien, tras la represión de 2018, huyó primero a Taiwán y luego a Estados Unidos.[26] Fue invitada a hablar en la Cumbre Internacional de Libertad Religiosa de 2022.[27]